# Popivșciîna, Romnî
Popivșciîna (în ucraineană Попівщина) este un sat în comuna Anastasivka din raionul Romnî, regiunea Sumî, Ucraina.

## Demografie
Componența lingvistică a localității Popivșciîna
     Ucraineană (96,88%)
     Rusă (2,83%)
     Alte limbi (0,28%)
Conform recensământului din 2001, majoritatea populației localității Popivșciîna era vorbitoare de ucraineană (96,88%), existând în minoritate și vorbitori de rusă (2,83%).